# Ругинце (община Липково)
Вижте пояснителната страница за други значения на Ругинце.
За другото село Ругинце в Северна Македония вижте Ругинце.
Ругинце или Ругинци (на македонска литературна норма: Руница; на албански: Runica, Руница) е село в Северна Македония, в община Липково.

## География
Ругинце е разположено в западните поли на Скопска Църна гора. То е пръснат тип селище, съставено от пет махали - Кука, Трукска, Османова, Епр (Горня) и Пилска. Най-отдалечана, на около 1000 метра от другите, е Пилска махала.

## История
Селото е споменато като Ругинци (Христо Матанов смята, че под това име се разбира местност в околностите на Прешево) в Първата Архилевицка грамота от 1354/1355 г. като дарение от севастократор Деян в полза на църквата в Архилевица. През 1378 - 1379 г. наследниците на Деян - Йоан и Константин Драгаш - даряват църквата в Архилевица с всичките ѝ имоти на манастира Хилендар в Света гора.
В края на XIX век Ругинце е смесено българо-албанско село в Кумановска каза на Османската империя. Според статистиката на Васил Кънчов („Македония. Етнография и статистика“) от 1900 г. Ругинце е населявано от 462 жители българи християни и 350 арнаути мохамедани.
Цялото християнско население на селото е под върховенството на Българската екзархия. По данни на секретаря на екзархията Димитър Мишев („La Macédoine et sa Population Chrétienne“) в 1905 година в Ругинци има 520 българи екзархисти и функционира българско училище.
По време на българското управление на Вардарска Македония през Първата световна война Ругинци е част от Липковска община в Кумановска околия и има 455 жители.
Според преброяването от 2002 година селото има 69 жители, всички албанци.